# Frank Winkler (Mediziner)

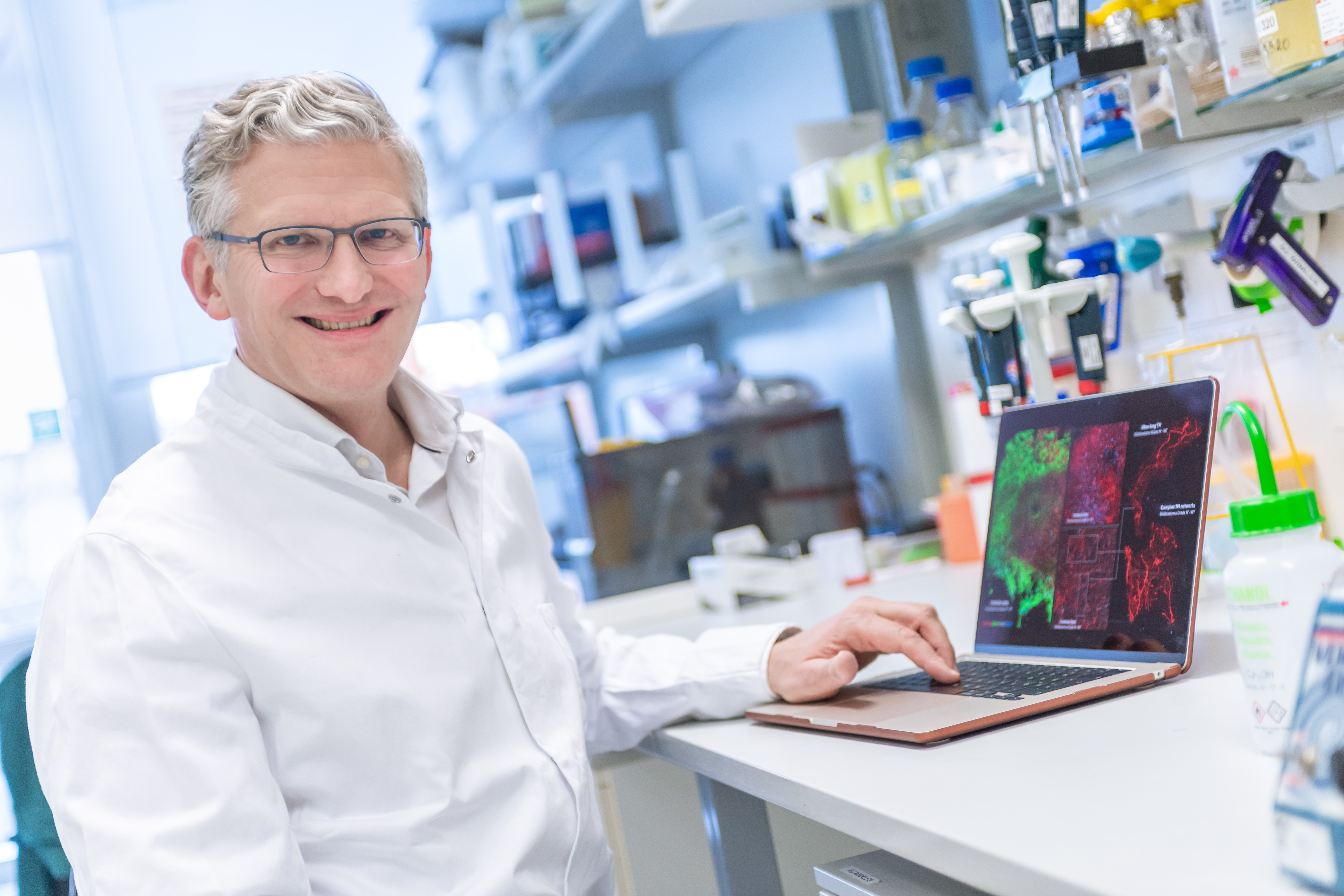
Frank Winkler (2025)

Frank Winkler (* 1971 in Hamburg) ist ein deutscher   Neurologe und Neurowissenschaftler. Seit 2012 ist er Professor an der Universität Heidelberg und seit 2016 Geschäftsführender Oberarzt der Neurologischen Universitätsklinik Heidelberg.

## Leben und Wirken
Frank Winkler wuchs in Hamburg auf, dort besuchte er das Wilhelm-Gymnasium. Nach seinem Abitur studierte er Humanmedizin an der Universität Hamburg mit Aufenthalten in Freiburg im Breisgau, Kapstadt und London am National Hospital for Neurology and Neurosurgery.
1999 begann er seine Ausbildung an der Neurologische Klinik, Klinikum Großhadern der LMU München.
Von 2002 bis 2004 absolvierte er ein Post-Doc Programm an der Harvard University. In dieser Zeit forschte er an dem Einfluss des Gefäßsystems auf Gehirntumore. 2012 wurde er als Professor für experimentelle Neuro-Onkologie an die Neurologische Klinik nach Heidelberg berufen und ist dort seit 2014 als Leitender Oberarzt tätig. Seine Forschungsgruppe Experimentelle Neuroonkologie ist im Deutschen Krebsforschungszentrum (DKFZ) in Heidelberg angesiedelt. Seine Frau Eva Winkler ist Fachärztin für Hämatologie/Onkologie am Universitätsklinikum Heidelberg und Mitglied im Deutschen Ethikrat.

## Forschung
Das von Frank Winkler geleitete Labor hat mit neurowissenschaftlichen Methoden ein grundlegend neues Verständnis der bösartigsten Hirntumore bei Erwachsenen, der Glioblastome und Hirnmetastasen, entwickelt. Schlüsselentdeckungen dieser Arbeit haben dazu beigetragen, das neue Forschungsgebiet der Krebsneurowissenschaften zu etablieren. Dazu gehören bösartige multizelluläre Tumornetzwerke, die hochgradig funktionell und widerstandsfähig sind und durch entwicklungsneurobiologische Faktoren angetrieben werden, darunter schrittmacherähnliche Tumorzellen in Netzwerk-Knotenpunkten und erregende Synapsen zwischen Hirnneuronen und verschiedenen unheilbaren Hirntumorentitäten, die das Wachstum, die Invasion und die Metastasierung von Hirntumoren vorantreiben.
Frank Winkler setzt seine Arbeit in den Krebsneurowissenschaften in neuartige, von den Neurowissenschaften inspirierte Krebstherapien um. Er hat klinische Studien initiiert, in denen untersucht wird, wie durch die Unterbrechung von Neuro-Krebs-Netzwerken Hirntumore beim Menschen besser kontrolliert werden können.

## Auszeichnungen und Preise (Auswahl)
- Brain Prize (2025)[13]
- BIAL Award in Biomedicine (2023/2024)[14]
- German Cancer Award by the German Cancer Society (Translational Research; 2022)[15]
- Sibylle Assmus Award for Neurooncology (2010)[16]
- Emmy Noether Fellow (2003-4)
- Scientific Award of the Paul-Ehrlich Society (2002)

## Publikationen (Auswahl)
- Hausmann D, Hoffmann DC, Venkataramani V, Jung E, Horschitz S, Tetzlaff SK, Jabali A, Hai L, Kessler T, Azoŕin DD, Weil S, Kourtesakis A, Sievers P, Habel A, Breckwoldt MO, Karreman MA, Ratliff M, Messmer JM, Yang Y, Reyhan E, Wendler S, Löb C, Mayer C, Figarella K, Osswald M, Solecki G, Sahm F, Garaschuk O, Kuner T, Koch P, Schlesner M, Wick W & F. Winkler. Autonomous rhythmic activity in glioma networks drives brain tumour growth. Nature 2023; 613:179-186. DOI:10.1038/s41586-022-05520-4. Rare pacemaker-like tumor cells generate rhythmic Ca2+ activity in structurally resilient brain tumor networks, recapitulating a neurodevelopmental mechanism to drive tumor progression.

- Venkataramani V*, Yang Y, Schubert MC, Reyhan E, Tetzlaff SK, Wissmann N, Botz M, Soyka SJ, Beretta CA, Pramatarov RL, Fankhauser L, Garofano L, Freudenberg A, Wagner J, Tanev DI, Ratliff M, Xie R, Kessler T, Hoffmann DC, Hai L, Dorflinger Y, Hoppe S, Yabo YA, Golebiewska A, Niclou SP, Sahm F, Lasorella A, Slowik M, Doring L, Iavarone A, Wick W, Kuner T* & F. Winkler*. Glioblastoma hijacks neuronal mechanisms for brain invasion. Cell 2022; 185:2899-2917. DOI:10.1016/j.cell.2022.06.054. A specific subpopulation of brain tumor cells with molecular and cellular neuronal features is responsible for effective brain colonization, and receives direct synaptic input from neurons.

- Jung E, Osswald M, Ratliff M, Dogan H, Xie R, Weil S, Hoffmann DC, Kurz FT, Kessler T, Heiland S, von Deimling A, Sahm F, Wick W & F. Winkler. Tumor cell plasticity, heterogeneity, and resistance in crucial microenvironmental niches in glioma. Nat Commun 2021; 12:1014. DOI:10.1038/s41467-021-21117-3. Neural-like brain tumor networks and also the perivascular niche are prime anatomical niches of resistance in the brain, with NOTCH1 as the main switch that determins niche position.

- Feinauer MJ, Schneider SW, Berghoff AS, Robador JR, Tehranian C, Karreman MA, Venkataramani V, Solecki G, Grosch JK, Gunkel K, Kovalchuk B, Mayer FT, Fischer M, Breckwoldt MO, Brune M, Schwab Y, Wick W, Bauer AT & F. Winkler. Local blood coagulation drives cancer cell arrest and brain metastasis in a mouse model. Blood 2021; 137:1219-1232. DOI:10.1182/blood.2020005710. Application of the method developed in Ref. 9 to identify blood clot formation as an early important event of brain metastasis formation that is a plausible preventive drug target.

- Venkataramani V*, Tanev DI, [+24 authors], Wick W, F. Winkler* & T. Kuner*. Glutamatergic synaptic input to glioma cells drives brain tumour progression. Nature 2019; 573: 532-538. DOI:10.1038/s41586-019-1564-x. Neurons form excitatory, glutamatergic bona-fide synapses with postsynaptic glioma cells that activate the brain tumor cells, and can be inhibitied by the AMPA receptor inhibitor perampanel.

- Weil S, Osswald M, Solecki G, Grosch J, Jung E, Lemke D, Ratliff M, Hänggi D, Wick W, F. Winkler. Tumor microtubes convey resistance to surgical lesions and chemotherapy in gliomas. Neuro Oncol 2017; 19:1316-1326. DOI:10.1093/neuonc/nox070. Brain tumor cell networks are able to self-repair surgical lesions, and also resist chemotherapy.

- Jung E, Osswald M, Blaes J, Wiestler B, Sahm F, [+13 authors], Platten M, von Deimling A, Wick W, F. Winkler. Tweety-Homolog 1 Drives Brain Colonization of Gliomas. J Neurosci 2017; 37:6837-6850. DOI:10.1523/JNEUROSCI.3532-16.2017. Neurite-like brain tumor cell extensions depend on the neurodevelopmental factor Ttyh1.

- Osswald M, Jung E, Sahm F, Solecki G, Venkataramani V, [+29 authors], Platten M, Huber PE, Kuner T, von Deimling A, Wick W, F. Winkler. Brain tumour cells interconnect to a functional and resistant network. Nature 2015; 528:93-8. DOI:10.1038/nature16071. Discovery and characterization of neuronal-like cell extensions of brain tumor cells that are relevant for key pathological hallmarks, and interconnect to a communicating network.

- Kienast Y, von Baumgarten L, Fuhrmann M, Klinkert W, Goldbrunner R, Herms J, F. Winkler. Real-time imaging reveals the single steps of brain metastasis formation. Nat Med 2010; 16: 116-122. DOI:10.1038/nm.2072. Establishment of an in vivo two-photon methodology that allows to study interactions of individual tumor cells with the brain for many months, used here to unravel key steps of brain metastasis.

- Winkler F*, Venkatesh HS, Amit M, Batchelor T, Demir IE, Deneen B, Gutmann DH, Hervey-Jumper S, Kuner T, Mabbott D, Platten M, Rolls A, Sloan EK, Wang TC, Wick W, Venkataramani V*, Monje M* (2023). Cancer neuroscience: State of the field, emerging directions. Cell 186: 1689-1707. The current white paper of the field of Cancer Neuroscience.